# هاينريش رومكورف

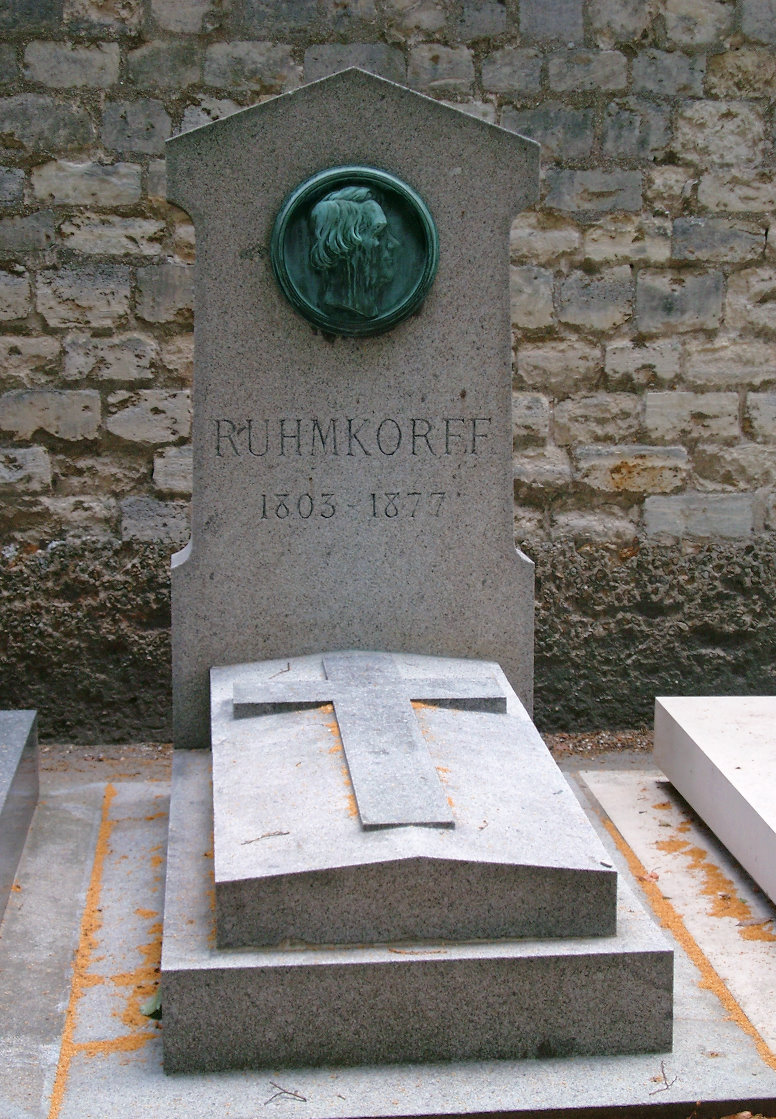
شاهد قبر رومكورف في مقبرة مونبارناس بباريس

هاينريش دانيال رومكورف (بالألمانية: Heinrich Daniel Ruhmkorff)‏ ـ (هانوفر، 15 يناير 1803 ـ باريس، 19 ديسمبر 1877) هو صانع آلات ألماني قام بتطوير وتسويق ملف الحث المعروف بملف رومكورف.